# 이봉녕 (1793년)

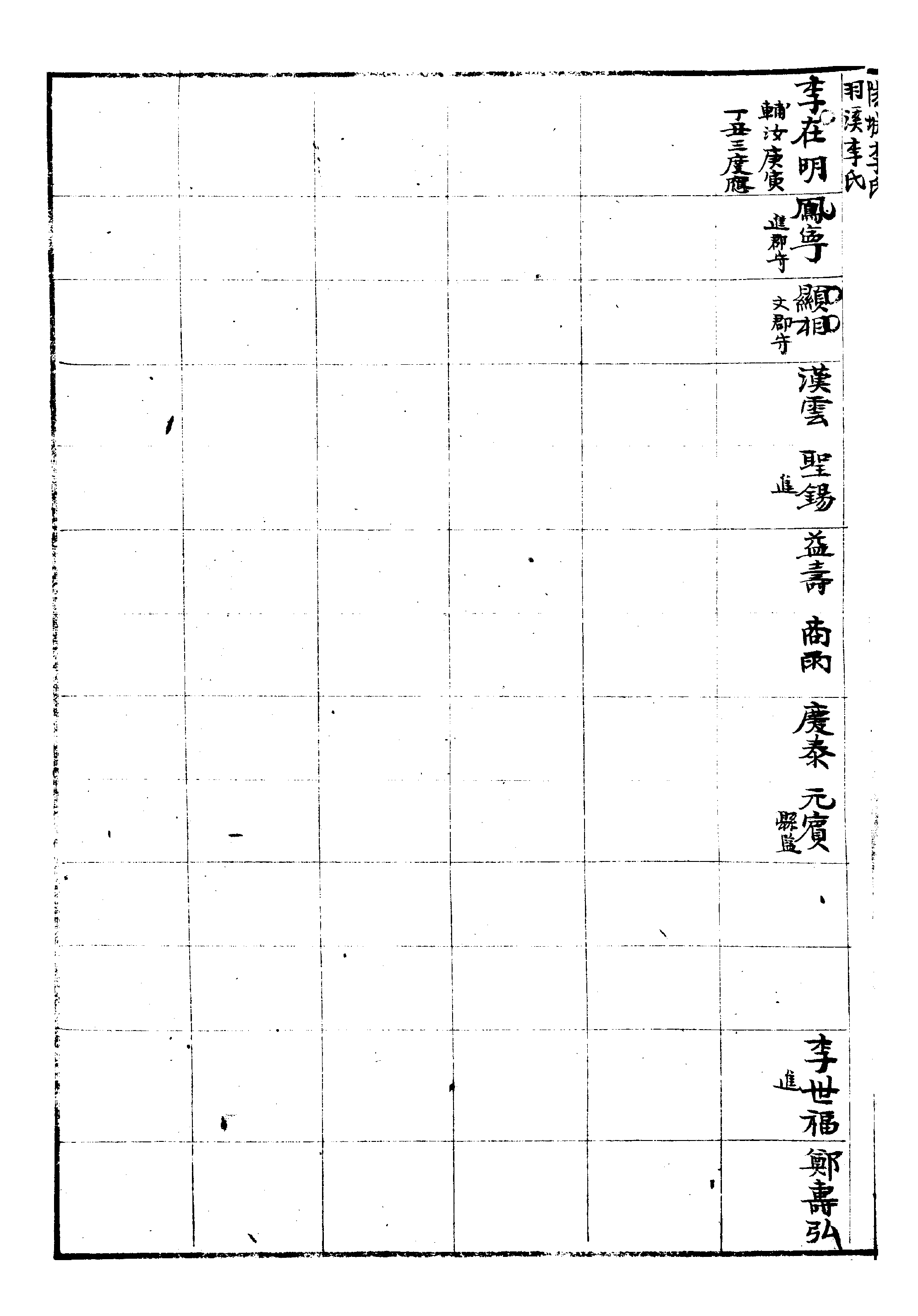
문보의 이재명 편
2번째 칸에 그의 이름이 있다.

이봉녕(李鳳寧, 1793년 9월 21일 - 1871년 5월 5일)은 조선 후기의 문신, 시인, 외교관이자 서예가, 작가이다. 본관은 우계(羽溪), 자(字)는 주경(周經), 호(號)는 분서(汾西)이다. 태화 이현상(太華 李顯相)의 아들이다. 경기도 포천 출신.
1819년(순조 19) 진사시에 합격, 성균관에 입교하여 유생이 되고 그 뒤 음서로 관직에 올라 금부도사, 사헌부감찰을 거쳐 1826년(순조 26) 청나라에 파견되는 동지사절의 동지부사 신재식(申在植)의 수행원으로 청나라에 다녀왔다. 1835년(헌종 1) 이문학관 등을 거쳐 부사맹으로 1836년(헌종 2) 동지사 신재식(申在植)의 수행원으로 청나라에 다녀왔다.
1837년(헌종 3) 다시 승문원 이문학관이 되고, 1839년 평시서주부, 1840년 선공감주부, 1841년 서부령(西部令) 등을 거쳐 1842년(헌종 8) 하양현감, 1846년 영천군수를 지냈다. 이후 제감감찰 등을 거쳐 1858년(철종 9) 행돈녕부판관 등을 역임했다. 1860년(철종 11) 사옹원주부를 거쳐 고양군수(高陽郡守)로 나갔다가 1861년 지평현감(砥平縣監) 겸 광주진관(廣州鎭管) 등을 지내고 1864년(고종 1) 다시 고양군수가 되었다. 저서로는 《분서집 (汾西集)》과 미간행 유고 《분서고 (汾西稿)》 등이 있다.

## 생애

### 출생과 가계
1793년(정조 17년) 9월 21일 경기도 영평군 일동면 기산리(현, 경기도 포천시 일동면 기산리)에서 태어났으며, 아버지는 이현상(李顯相)이고, 어머니는 풍양조씨(豊壤趙氏)로 승지,강원도관찰사를 지낸 조성보(趙聖輔)의 5대손 승사랑 조기영(趙基永)의 딸이다.
이봉녕의 5대조 이상우(李商雨) 역시 포천에 살던 먼 일가인 이영구(李英久)의 양자로 입양갔지만, 다시 이봉녕의 생가 7대조 할머니이자 이상우의 생조모 전주이씨는 재상 이홍주(李弘胄)의 측실 소생 서녀로, 고령신씨 신순복(申福順) 소생이었다. 이상우의 생모 전주이씨 역시 서출로, 그 친정아버지 이집이 영해군 이당의 5대손 가선대부 이숙무의 서자였다.
이상우의 양부 이영구와 양조부 이규(李規), 이여추(李汝樞)는 모두 후대에 세계가 실전되어 우계이씨 족보에서 누락되었다. 1910년 이후에 편찬된 족보에서 이봉녕의 5대조 이상우는 다시 생가 쪽 족보에 편입되었다. 생가쪽 8대조는 이희헌(李希憲)으로 선조~인조 때의 한의사이며, 임진왜란 직후 허준이 선조의 명으로 의서들을 저술, 편찬할 때 의서인출감교관으로 의서들의 영인과 발행을 감독했다.
증조부 이성석이 포천시 일동면 기산리에서 한성부 북부로 이사왔고, 다시 할아버지 이한운이 1795년 무렵 한성부 종로방 세심대로 이사왔다.
어머니 풍양조씨는 승사랑 조기영(趙基永)의 딸이며, 승지와 강원도관찰사를 역임한 조성보(趙聖輔)의 6대손이다. 그러나 어머니 풍양조씨의 5대조 조상만(趙尙萬)은 그의 6대조 조성보의 서자였다. 조기영은 승사랑을 역임했는데, 후에 2016년 경매에 나왔던 이일녕(李馹寧, 뒤에 인령(麟寧))의 과거 시험 답안지에 외조부 승사랑 조기영 본 풍양으로 기록되었다.
형제으로는 형 이학령(李鶴寧), 이기령(李騏寧)과 동생 이인령(李麟寧)이 있었다. 이학령은 익증(翼增)이라는 아들을 두었지만 모두 일찍 죽고, 둘째 형 이기령은 단양으로 이주하였으며, 1861년(철종 12년) 76세의 고령에 식년시 생원에 합격하고, 후에 노인직으로 자헌대부 중추부지사에 이르렀다. 동생 이인령은 승문원 이문학관과 군직, 돈녕부도정 등을 역임했다. 그밖에 우계이씨 족보에는 실전되었으나, 풍양조씨 한산군파의 족보 기록에는 누이 1명이 있어 청주한씨 한석동(韓奭東)에게 출가한 누이가 1명이 전한다. 그밖에 1827년의 족보에 수록되었으나 뒤에 실전된 또다른 누이는 청주한씨 한용관(韓容觀)에게 출가했는데, 주부 한상홍(韓象洪)의 아들이다.

### 사행길 수행원
1819년(순조 19년) 식년과 진사시에 2등으로 합격하고, 성균관에 들어가 관학 유생(館學儒生)이 되었다. 그런데 승정원일기의 1833년 9월 9일조 기사에는 그가 생원으로 나타난다. 1822년 어머니 풍양조씨와 아버지 이현상이 연이어 사망하여 3년상을 치렀다. 이후 음서로 관직에 올라 금부도사로 시작, 사헌부감찰을 거쳐 다시 금부도사가 되었다. 1826년(순조 26년) 10월 청나라에 파견되는 동지사(冬至使)에 동지부사 자제군관(子弟軍官)에 임명되어, 부사 신재식(申在植)의 수행원으로 홍양후(洪良厚), 신태희(申泰羲) 등과 함께 청나라에 다녀왔다. 이때 그는 왕희손(汪喜孫), 왕균(王筠), 월정(月汀) 또는 약정(篛汀) 이장욱(李璋煜) 등을 만나보았다. 1827년 3월 귀국하였다.
이후 이장욱(李璋煜)과 교류하다가 어느 시점에 연락이 끊어졌는데, 이장욱은 1831년(순조 31년) 청나라에 사은사로 파견된 홍석주(洪奭周)의 사위이자 자제군관 겸 타각군관(打角軍官)으로 파견된 한필교(韓弼敎)에게 김노경(金魯敬), 청산 김선신(淸山 金善臣), 홍군 일능(洪君 一能, 홍양후(洪良厚), 이군 주경(李君 周經, 이봉녕) 등의 안부를 물었다 한다.
1833년(순조 33년) 생원(生員) 홍매섭(洪邁燮)을 비롯, 성균관 및 사부학당 유생인 관학유생 668명이 충문공(忠文公) 김조순(金祖淳)의 덕행을 칭송하고 그의 사당을 세울 것을 청하는 연명 상소에 공동 서명하였다. 그런데 승정원일기의 기록에는 진사가 아닌 생원으로 오기되어 있다.
1833년에도 부사를 따라 연행하였다. 1835년(헌종 1) 12월 23일 승문원도제조의 천거로 이문학관(吏文學官)이 되었다. 제술관 서사순(徐士淳)이 6품으로 승진하자 이문학관 안영(安泳)이 제술관이 되고, 그 대임으로 천거되었다. 1836년(헌종 2년) 1월 3일 부사맹(副司猛)이 되었다가, 그해 10월 16일 청나라에 파견되는 동지사 겸 사은사 신재식의 수행원으로 임백연(任百淵) 등과 함께 청나라에 다녀왔다. 1836년의 청나라 연행길에는 청나라에서 만난 중국인 학자 황작자(黃爵滋), 예인원(倪印垣) 등이 조선 사절과 시문을 주고받았다. 이때 동지사 신재식과 이봉녕 외 5명이 황작자와 주고받은 시문은 《상간편 (相看編)》이라는 이름으로 정리되어, 간행되었다. 특히 예인원은 그와 신재식을 따로 찾기도 했다. 청나라 북경에서 그는 《연대묵연 (燕臺墨緣)》을 선물로 받아왔다. 장요손(張曜孫) 등은 추사 김정희에게 서한을 보내 그의 안부와 그의 서신을 구하려 하기도 했다.

### 관료 생활

#### 지방관 근무
1837년(헌종 4년) 3월 2일 귀국, 그 해 3월 17일에 한성에 도착해 다시 승문원 이문학관이 되고, 그해 6월 27일 6품으로 승진 영전한 안영(安泳)을 대신하여 승문원 제술관(製述官)에 임명되었다. 1839년(헌종 5년) 12월 22일 평시서주부(平市署 主簿)가 되고, 12월 23일 승문원도제조의 건의로 제술관으로 다녀온 것을 시상하여 승륙하였다.
1840년(헌종 7년) 5월 1일 선공감주부, 1841년(헌종 8) 1월 5일 선주(繕主)로 종묘 사직사곡대제(社稷祈穀大祭)의 봉조관(捧俎官)의 한 사람으로 참여하였다. 1841년 1월 8일 서부령(西部令)에 임명되었다. 1842년(헌종 8) 8월 29일 하양현감(河陽縣監)으로 임명되었는데, 9월 21일에 하직인사를 하고 출발하였으나, 병으로 10월 7일에 임지에 도임, 경상감영에서 계를 올렸다. 늦은 임지 도착이 문제시 되었으나 발병으로 부임이 늦어 면책되었다. 1846년 음력 윤5월 2일 영천군수(榮川郡守)로 임명되고, 1847년(헌종 13) 5월 18일 경상감사 김공현(金公鉉)의 건의로 다시 영천군수에 유임되었다. 같은 날 경상감사 김공현의 청으로 본도에 가뭄이 극심함을 들어 상경중이던 지방관 상주목사, 영천군수, 용궁, 비안현감 등 지방관을 도로 임지로 돌아가게 해줄것, 신임자의 빠른 부임 등을 상소하여 윤허받았다.
1849년 3월 11일 경상좌병영에서 각 군현의 진(鎭)의 속오군(束伍軍) 및 주진(主鎭)의 군병 현황 취점 때 점검에서 통과하였다. 1850년(철종 1) 2월 경상좌병영의 각 군현 암행감찰을 받았다. 그의 임지도 역처(役處) 취점, 공역(公役), 군액(軍額) 결원 여부, 기계(器械) 완비, 각 진(鎭)의 영장(營將) 및 수령(守令) 점검받고 이상없이 통과하였다.
1850년(철종 1) 금부도사, 제감감찰(祭監監察)을 거쳐 그해 12월 26일 다시 금부도사가 되고, 1851년 행의금부 형방색도사(刑房色都事)가 되었다. 1851년(철종 2) 1월 15일 어영청에서 지방 수령(守令)에 적합한 3인을 추천할 때 추천받았다.

#### 의금부 형방도사 근무
1851년(철종 2) 10월 6일 형방도사의 한 사람으로 동 권택하(權宅夏)와 어느 노파를 추국하는데 참여했다. 10월 7일 형방도사로 채희재(蔡喜載), 기덕우(奇德佑), 최치각(崔致珏)의 추국에 참여했다.
10월 20일 채희재(蔡喜載)와 고변인(告變人)고성욱(高成旭), 다른 혐의자 기덕우(奇德佑)을 대질심문할 때 형방도사의 한 사람으로 추국에 참여했다. 10월 20일 채희재, 기덕우, 최치각, 김응도(金應道) 등의 형문과 장형 3대를 받은 유희균(柳喜均)의 형문에 참여하였다. 10월 23일 형방도사의 한 사람으로 추국에 참여, 유염신(柳廉臣)의 추국, 채희재(蔡喜載)와 정치상(丁穉常)을 대면신문하고 채희재에게 장1대를 주고 정치상에게는 장5대를 친 후 기덕우,최치각, 김응도 등을 추국하고 각 장 3도(杖第三度)를 치고 형문을 마쳤다. 10월 24일 정치상에게 형문을 가한 후 장 제5도(杖第五度)를 주고 채희재를 형문 후 1차로 장 제3도(杖第三度)를 주고, 기덕우(奇德佑)를 형문한 후 1차로 장 제7도(杖第七度)를 주고, 최치각을 형문 후 1차로 장 제5도(杖第五度)를 주고 김응도를 추국 후 1차로 장 제7도(第杖七度), 정득현(鄭得顯)을 형문 후 1차로 장 제9도(杖第九度)를 집행하였다.
11월 4일 의금부에서 유기균(柳基均), 유희균(柳喜均), 최치각(崔致珏) 관련 형문을 가할 때 형방도사(刑房都事)의 한 사람으로 추국에 참여했다. 11월 5일 최치각, 유기균, 정득현(鄭得顯), 유희균 관련자 형문을 가할 때 형방도사(刑房都事)의 한 사람으로 추국에 참여했다. 11월 6일 최치각, 정득현 관련자를 신문할 때 별형방도사(別刑房都事)의 한 사람으로 추국에 참여했다. 11월 7일 최치각(崔致珏)의 추국에 별형방도사의 한 사람으로 추국에 참여했다. 11월 8일 최치각(崔致珏) 관련 추국을 시행할 때 형방도사로 추국에 참여하였다. 1852년 2월 7일 어영청에서 수령 별천(守令別薦) 3인을 추천할 때 한 사람으로 추천되었다. 1852년 통훈대부(通訓大夫) 행의금부도사(行義禁府都事), 서부령(西部令)을 역임했다.
1852년(철종 3년) 10월 2일 철종이 종묘 동향대제전(宗廟冬享大祭)에 친히 임할 때 제감감찰로 제전에 참여했다. 1853년 1월 8일 친제에 참석한 아헌관 이하 관원을 포상할 때 아마 1필(兒馬一匹)을 사급(賜給)받았다. 1852년(철종 3년) 10월 22일 비변사에서 수령 별천 별단(守令別薦別單)을 천거할 때, 동지중추부사 이경순(李景純)으로부터 지방관에 적합한 인물로 천거받았다.
1855년(철종 6년) 4월 11일 순강원 작헌례(順康園酌獻禮)에 제감감찰로 참여하였다. 1855년(철종 6년) 제감감찰을 거쳐 형조좌랑, 1857년(철종 8) 사헌부감찰을 역임했다. 1857년 2월 21일 철종의 영희전작헌례(永禧殿酌獻禮) 친행에 제감감찰로 참여했다. 그해 12월 14일 이조(吏曹)의 구전정사에서 서부령(西部令) 주진옥(朱鎭珏)과 보직상환(相換)령을 받고 다시 서부령이 되었다. 1858년 1월 5일 행돈령부판관(行敦寧府判官)이 되었다.

### 생애 후반
1859년(철종 10) 9월 15일 사재감주부(司宰監主簿)에 임명되었다가 뒤에 다시 돈녕부판관이 되고, 9월 16일 이조의 구전정사로 사재감주부 김현익(金顯翼)와 다시 직을 바꿔 다시 사재감주부가 되었다. 1860년 음력 윤 3월 11일 사옹원주부(司饔院主簿)가 되었다. 그해 8월 19일 고양군수(高陽郡守) 겸 양주진관병마동첨절제사(楊州鎭管兵馬同僉節制使)로 나갔고, 1861년(철종 12) 5월 16일 지평현감 김홍남(金鴻男)과 상환 보직변경되어 지평현감(砥平縣監) 겸 광주진관병마절제도위(廣州鎭管兵馬節制都尉)로 부임하였다.
6월 13일의 지방관 근무포폄에서 부임한지 얼마 안되어, 일천(日淺)이라 하여 보류판정을 받았다. 1861년(철종 12) 7월 21일 정언 이만기(李晩耆)의 상소 내용을 규탄하는 임백연(任百淵), 이만용(李晩用), 장악원정 이한영(李漢永) 등의 연명상소에 공동 서명하였다. 12월 29일 지방관 근무포폄에서 合試大處惜其老矣를 이유로 근무고과 상(上)을 받았다. 1862년 6월 13일의 경기도 도사(都事) 이규하(李奎夏)의 지방관 포폄에서 公納無愆一可反三을 이유로 근무고과 상(上)을 받았다. 1862년 12월 20일 지평현감에서 면직되었다.
1864년(고종 1) 2월 고양군수 겸 양주진관으로 부임하였다가 그해 6월 4일 사직하였다.
그가 주로 교류하던 인물로는 1836년 청나라에 파견되는 동지사절 때 수행한 신재식(申在植)과 직재 김익동(直齋 金翊東), 우산(愚山) 또는 산가(山佳) 최헌수(崔憲秀), 현풍현감, 풍기군수 등을 지낸 소북계열인 남상교(南尙敎), 무관 출신으로 한문과 백화문에 두루 능통했던 권시형(權時亨) 등이 있다. 이 중 신재식은 그의 아버지 이현상과도 교류가 있었는데, 신재식은 1804년(순조 4)에 그의 아버지 이현상이 편찬한 《역대언사》의 발문을 써주기도 했다. 그밖에도 청나라에 두 번째로 다녀올 때 만난 중국인 황작자(黃爵滋), 예인원(倪印垣) 등과도 편지서신을 주고받으며 시문과 간찰, 성리학 등에 관련된 주제를 주고받았다. 황작자와 주고받은 서신 중, 조선의 역사를 설명한 한 소책자에서 그는 조선의 역사는 단군 왕검에서 시작된다 하였고 성리학의 법통은 퇴계 이황의 뒤를 율곡 이이가 정통을 계승하였다고 보았다. 그밖에 그는 조선과 청나라의 지인들로부터 받은 시문 모음집 《연대묵연 (燕臺墨緣)》 을 선물로 받았다.
저서로는 《분서집 (汾西集)》과 미간행 유고 《분서고 (汾西稿)》 등이 있다. 분서고는 자신이 부임한 부임지의 선생안, 명사들과의 교류 내용 등이 수록되어 있다. 1871년(고종 8) 5월 5일에 경기도 광주군 언주면 내곡동(현 서울특별시 서초구 내곡동)에서 사망했다.

### 사후
묘소는 경기도 광주군 언주면 내곡동(현 서울특별시 서초구 내곡동) 북쪽 산 자좌(子坐), 헌인릉 인근에 부인 광주이씨와 합장되었다.
대한제국 때 평리원 검사, 판사를 역임한 이휘선은 그의 여섯째 아들 이재명의 아들이고, 인천부주사, 인천감리서 주사, 안산군 군주사를 지내고 시흥에 사립 초등학교 초지초등학교를 세운 이민선도 봉녕의 손자였다.
1881년(고종 18년) 8월 ~ 9월 한성에서 발생한 안기영의 옥사 때, 그의 생전 그의 집에 문객으로 있던 강화(江華) 사람 이철구(李哲九)의 이름이 의금부 채동술(蔡東述)의 공초에 언급되었다. 그러나 당시 그는 이미 사망자였고 별 혐의점이 없어 그에게는 영향이 가지 않았다.
1907년(광무 10) 7월 8일 손자 이휘선(李徽善)이 가선대부 행평리원검사에 올랐으므로, 의법전(依法典)에 따라 증 정3품 통정대부 규장각부제학(贈 正三品 通政大夫奎章閣副提學)에 추증되었다. 규장각부제학 추증 기사는 승정원일기, 대한제국 관보 제4123호에 등장한다.

## 저서
- 분서집 (汾西集)
- 분서고 (汾西稿) 2권, 미간행 유고

## 가족 관계
부인 광주이씨는 아들 이재명의 문과방목편에 의하면 장사랑 이세복(李世福)의 딸이라는 설이 있고, 일설에는 둔촌 이집의 후손 통덕랑 이시복(李時福)의 딸이라는 설도 있다.
- 할아버지 이한운(李漢雲, 1735년 6월 22일 ~ 1806년 6월 8일)
- 할머니 밀양 박씨(1735년 6월 12일 ~ 1813년 11월 27일), 동지중추부사 박성희(朴聖希)의 딸
- 아버지 : 이현상(李顯相, 1770년 6월 14일 - 1822년 7월 14일)
- 어머니 풍양 조씨(1767년 4월 1일 ~ 1822년 6월 24일), 조기영(趙基永)의 딸
  - 형 이학령(李鶴寧)
  - 형 이기령(李麒寧, 1786년 9월 6일 ~ 1876년 2월 13일)
  - 동생 이인령(李麟寧, 1800년 8월 28일 ~ 1883년 11월 5일), 다른 이름은 일녕(馹寧)
  - 누이 : 우계이씨
  - 매부 : 한석동(韓奭東, 청주한씨)
  - 누이 : 우계이씨
  - 매부 : 한용관(韓容觀, 청주한씨)

- 부인 : 광주이씨(1791년 1월 4일 ~ 1860년 1월 14일), 장사랑 이세복(李世福)의 딸, 외조부는 한양인 조선(趙鐥)
  - 아들 : 이재승(李在升, 1809년 10월 13일 ~ 1853년 4월 16일), 초명은 계증(棨增)
  - 며느리 : 연안이씨(1808년 10월 1일 ~ 1829년 4월 23일), 이정계(李鼎季)의 딸
  - 며느리 : 전주이씨(1810년 8월 23일 ~ 1879년 윤 3월 24일), 임영대군 예천부수 이언형(醴川副守 李彦亨) 8대손 이진방(李鎭邦)의 딸
    - 양 손자 : 이교선(李敎善)

  - 아들 : 이재응(李在應, 1812년 12월 10일 ~ 1878년 3월 28일), 초명은 참증(參增)
  - 아들 : 이재긍(李在兢, 1818년 11월 2일 ~ 1876년 윤 5월 11일), 초명은 후증(後增)
  - 며느리 : 전주이씨(? ~ 1850년 3월 16일), 효령대군후 강성정 이견손(江城正 李堅孫) 9대손 이용구(李龍九)의 딸, 외조부는 동래정씨 성균관전적 정완(鄭浣)
  - 며느리 : 진주류씨, 이재긍의 후처
  - 아들 : 이재성(李在星, 1823년 11월 9일 ~ 1867년 6월 9일)
  - 며느리 : 해주오씨(1819년 9월 7일 ~ 1879년 8월 24일), 진사 오언용(吳彦鏞)의 딸, 조부 좌랑 명철(命哲), 추탄(楸灘) 오윤겸의 후손, 외조부 무안박씨 박겸빈(朴謙彬)
    - 손자 : 이돈선(李敦善)

  - 아들 : 이재흥(李在興)
  - 아들 : 이재명(李在明, 1830년 11월 20일 ~ 1891년 5월 14일)
  - 며느리 : 동래정씨(1829년 12월 5일 ~ 1901년 10월 12일), 장사랑 정기홍(鄭基弘)의 딸, 정태화의 장남 정재대 7대손
    - 손녀사위 : 이규재, 연안인
    - 손자 : 이휘선(1865년 7월 4일 ~ ?)

- 처부 : 이세복(李世福, 광주인), 부는 택(澤), 조부는 지건(志健)
- 장모 : 한양조씨, 조선(趙鐥)의 딸

## 기타
그의 친구 중 최헌수, 남상교의 시집에는 그와 주고 받은 시문이 실려 있다. 황파 정환균, 분서 이봉녕 등은 최헌수의 절친한 벗이자 우산고 시집에도 자주 거명되고 있다.
남상교의 저서 우촌시고를 통해 확인되는 남상교의 교유자로는 소교 심능숙(小楠 沈能淑), 동천 조병황(洞天 趙秉璜), 미산 권영좌, 이재 권돈인(彛齋 權敦仁), 추재 조수삼(秋齋 趙秀三), 동번 이만용(東樊 李晚用), 분서 이봉녕, 黃坡 鄭煥杓, 강산 이경재(絳山 李經在), 석애 조인영(石厓 趙寅永) 등이 있다. 남상교는 천주교 신자로 처형되었기 때문에 문학으로 이름이 높았음에도 불구하고 문집이 간행되지 못하였고 다만 필사본 몇 종이 남아 있을 뿐이다.

## 같이 보기
| - 동지사 - 제술관 - 통역 - 이현상 - 남상교 - 홍양후 - 이인령 - zh:黄爵滋 (중국어판) | - 신재식 - 김이교 - 임백연 - 신태희 - 한필교 - zh:李璋煜 (중국어판) - 이민선 |

## 관련 서적
- 임영길,〈청(淸) 문인 황작자(黃爵滋)와 조선(朝鮮) 문인의 교유:선병서옥초집연기(仙屛書屋初集年記)를 중심으로〉, 한국한문학회, 《한국한문학연구 64권 (2016년 12월호)》(한국한문학회, 2016) pp.333-369
- 한양대학교 한국학연구소, 《19세기 조선 지식인의 문화 지형도》 (한양대학교 출판부, 2006)
- 정후수, 《추사 김정희 논고》 (한성대학교출판부, 2008) 74~75페이지

## 참고 자료
- 승정원일기
- 일성록
- 각사등록
- 상간편(相看編), 申在植
- 우촌시고(雨村詩稿)
- 경상감영계록(慶尙監營啓錄)
- 경상좌병영계록(慶尙左兵營啓錄)
- 성호보휘(姓號譜彙)
- 직재집(直齋集), 김익동(金翊東)
- 성호보휘(姓號譜彙)
- 경오유연일록(鏡浯遊燕日錄) 중 鏡浯行卷 坤, 임백연(任百淵)
- 팔도총록(八道總錄)
- 북경록(北京錄), 신태희(申泰羲)
- 삼산집(三山集), 신희철(申羲澈)
- 수사록(隨槎錄) 권5 / 반형총화 상(班荊叢話上), 한필교(韓弼敎)
- 推案及鞫案